# Cristodor
Cristodor (grec antic: Χριστόδωρος, llatí: Christodorus), fill de Paniscos, va ser un poeta grec de Coptos (Egipte). Vivia en temps d'Anastasi I Dicor (491-518). La Suïda l'anomena ἐποποιός 'poeta èpic'.
Es conserva d'ell un poema on es descriu el gimnàs públic de Zeuxip, construït per Septimi Sever a Bizanci i cremat l'any 532. L'obra es titula Ἔκφρασις τῶν ἀαλμάτων τῶν εἰν τὸ δημόσιον γυμνάδιον τα ἐπικαλουμένον τοῦ Ζευξίππου. També va escriure el poema Ἰσαυρικά, tres llibres d'epigrames (dels quals només es conserven dos epigrames a l'Antologia grega), quatre llibres de cartes, i un poema èpic intitulat Πάτρια on es parla de la història i les antiguitats de diversos llocs de Grècia.
La Suïda esmenta un altre autor del mateix nom nascut a Tebes, autor d'un llibre titulat Ἰξευτικὰ δι ἐπῶν i Θαύματα τῶν ἁγίων ἀναγύρων.